# Глобус
 Тази статия е за картографското изображение.  За театъра в Лондон вижте Глобус (театър).  
Географският глобус (от на латински: globus, „кълбо“) представлява най-подходящ и съобразен с географските изисквания умален образ на Земята. Той е точно изображение на сферичната земна повърхност. В него са спазени формата, площите и разстоянията между отделните географски обекти. Меридианите и паралелите се пресичат в прави ъгли и навсякъде стоят помежду си във вярно съотношение. Само върху географския глобус не изпъкват картографските деформации и могат да се спазят едновременно условията за равноплощност, равноъгълност и равнодължинност. Първият глобус е създаден около 150 пр.н.е. от Кратет Малски.
Въпреки всичките си качества географският глобус не може да задоволи нуждите на практиката и на науката. Той представлява при по-големи размери много неудобно нагледно пособие. Например, ака нашата страна трябва да бъде изобразена върху географски глобус в мащаб 1:1 000 000, тогава диаметърът на този глобус ще бъде 12,74 m. Площта му ще обхваща 510 m², а височината му ще надмине двуетажна къща. Най-често употребяваните са географските глобуси в мащаб от 1:30 000 000 до 1:80 000 000. Те са прегледни и удобни за пренасяне, но същевременно са неудобни за нанасяне на повече подробности. Тези обстоятелства са наложили още от древността употребата на малки плоски изображения на земното кълбо и на части от него – плановете и картите.